# 1450 км (платформа)
1450 км — пасажирський залізничний зупинний пункт Кримської дирекції Придніпровської залізниці на електрифікованій  лінії Джанкой — Севастополь між зупинним пунктом Платформа 1452 км (3 км) та станцією Острякове (6 км). Розташований в селі Маленьке Сімферопольського району Автономної Республіки Крим. 

## Пасажирське сполучення
На Платформі 1450 км зупиняються приміські електропоїзди сполученням Сімферополь — Джанкой / Солоне Озеро та Сімферополь — Євпаторія.